# Paracirrhites
Paracirrhites es un género de peces marinos con aletas radiadas, llamados peces halcón pertenecientes a la familia Cirrhitidae. Estos peces se encuentran en los arrecifes tropicales del océano Índico y el océano Pacífico.

## Taxonomía
Paracirrhites fue descrito en 1874 por el ictiólogo holandés Pieter Bleeker, Bleeker designó a Grammistes forsteri, descrito por el naturalista alemán Johann Gottlob Schneider en 1801, como la especie tipo de su nuevo género en 1876. Este género parece ser un taxón hermano de los géneros Amblycirrhitus y Cirrhitus dentro de Cirrhitidae. El nombre del género es un compuesto de para, que significa "cerca" o "similar a", y Cirrhites, una ortografía alternativa del género tipo de la familia Cirrhitidae, Cirrhitus. Hay tres especies de peces halcón Paracirrhites poco conocidos, pequeños, en gran parte simpátricos y muy similares de Polinesia, P. bicolor, P. nisus y P. xanthus. Todos estos fueron descritos por John E. Randall en 1963. Se ha sugerido que estos son en realidad morfos de color de la misma especie polimórfica que ha sufrido alguna introgresión de genes del pez halcón de ojo de arco generalizado y también simpátrico.

## Especies
Las seis especies actualmente reconocidas en este género son:
- Paracirrhites arcatus ( G. Cuvier, 1829) (pez halcón de ojo de arco)
- Paracirrites bicolor JE Randall, 1963
- Paracirrhites forsteri ( JG Schneider, 1801) (pez halcón de costado negro)
- Paracirrhites hemistictus ( Günther, 1874) (pez halcón de mancha blanca)
- Paracirritas nisus JE Randall, 1963
- Paracirrhites xanthus JE Randall, 1963

Algunas autoridades tratan a Paracirrhites amblycephalus como una especie válidapero Fishbase trata este taxón como sinónimo de P. arcatus.

## Características
Los peces halcones parracirríticos se distinguen de otros géneros cirróticos por tener 5 filas de escamas entre la línea lateral y la base de la parte espinosa de la aleta dorsal, cada espina en la aleta dorsal tiene un solo cirro en su punta y las membranas entre las espinas en la aleta dorsal no tiene muescas profundas. No hay dientes en el palatino. Otras características comunes son que los radios de la aleta pectoral superior 1-2 y el inferior 6-7 no están ramificados y son robustos, tienen 11 radios suaves en la aleta dorsal y el preopérculo es liso o tiene estrías muy pequeñas. Las aletas pectorales no se extienden hasta las puntas de las aletas pélvicas y la aleta caudal varía de truncada a redondeada. Estos peces varían en longitud total entre 7m4 cm en el caso de Paracirrhites bicolor y 29 cm para el pez halcón de mancha blanca (P. hemistictus).

## Distribución y hábitat
Los peces halcón paracirrhites tienen una distribución en el Indo-Pacífico con un rango que se extiende desde el este de África hasta Hawái.Están asociados a arrecifes de coral y sustratos rocosos.

## Biología
Paracirrhites hawkfishes son peces depredadores que se alimentan de otros peces y crustáceos. Son depredadores sentados y esperando que descansan sobre el sustrato o se posan sobre corales y otros invertebrados bentónicos, adultos que carecen de vejiga natatoria.

## Utilización
Los peces halcón paracirritos que pertenecen a las especies más pequeñas y comunes P. arcutus y P. forsteri se recolectan para el comercio de acuarios. Las especies más grandes a veces se pescan como alimento, pero sobre una base comercial limitada.